# Эймос, Эндрю
Преподобный Э́ндрю Э́ймос (англ. Andrew Amos; 20 сентября 1863 — 2 октября 1931) — английский футболист, хавбек. Играл за футбольные клубы «Кембридж Юниверсити», «Олд Картузианс», «Коринтиан» и «Хитчин Таун», а также за национальную сборную Англии. После завершения футбольной карьеры стал священнослужителем Церкви Англии.

## Образование
Уроженец Саутуарка (Лондон), Эймос окончил школу Чартерхаус. Был членом футбольной команды школы в 1882 году. Затем поступил в Клэр-колледж Кембриджского университета. В 1884 году выступал за футбольную команду Кембриджа.

## Футбольная карьера
С 1884 по 1886 год выступал за футбольные клубы «Кембридж Юниверсити» и «Олд Картузианс». Также играл за любительский клуб «Коринтиан». Начал играть за «Коринтиан» в декабре 1884 года во время турне команды по северу Англии, в котором она сыграла семь матчей за восемь дней против профессиональных клубов. Первым матчем турне стала игра против действующего обладателя Кубка Англии, «Блэкберн Роверс», в котором «Коринтиан» разгромил именитого соперника со счётом 8:1 на его собственном стадионе. Эймос играл в том матче на позиции центрального хавбека. Тинзли Линдли сделал в той игре хет-трик. В дальнейшем Эймос сыграл в пяти из семи оставшихся в турне матчей. Эймос продолжал играть за «Коринтиан» до ноября 1889 года, проведя на команду 47 матчей. Также выступал за клуб «Хитчин Таун».
21 марта 1885 года дебютировал за национальную сборную Англии в матче Домашнего чемпионата против сборной Шотландии на стадионе «Сарри Крикет Граунд» в Кеннингтоне. Игра завершилась вничью со счётом 1:1. 29 марта 1886 года провёл свою вторую (и последнюю) игру за сборную Англии: это была игра Домашнего чемпионата против сборной Уэльса на стадионе «Рейскорс Граунд» в Рексеме. Англичане победили со счётом 3:1, Эймос забил последний гол в матче.

## Вне футбола
Эймос был рукоположен в сан священника в 1887 году, был священнослужителем в Лондоне с 1889 по октябрь 1921 года и ректором Ротерхита до самой своей смерти в 1931 году.
Он также был членом городского совета Бермондси, а позднее был избран олдерменом.